# Heavenly Pop Hits - The Best of The Chills
Heavenly Pop Hits – The Best of The Chills es un álbum recopilatorio de grandes éxitos de la banda neozelandesa The Chills, lanzado en 1994 por Flying Nun Records.

## Lista de canciones[7]
Todas las canciones fueron escritas por Martin Phillips
1. "Heavenly Pop Hit"
2. "I Love My Leather Jacket"
3. "Doledrums"
4. "Double Summer"
5. "Oncoming Day"
6. "Rolling Moon"
7. "I'll Only See You Alone Again"
8. "Never Never Go"
9. "Wet Blanket"
10. "Pink Frost"
11. "Kaleidoscope World"
12. "Look for the Good in Others"
13. "House with a Hundred Rooms"
14. "Part Past Part Fiction"
15. "Male Monster from the Id"
16. "This is the Way"

Ice Picks (disco extra de edición limitada)
1. "Oncoming Day ("Brave Words" Outtake)"
2. "Party in My Heart"
3. "Living in the Jungle"
4. "Big Dark Day"
5. "I Wish I Could Do Without You"
6. "Green Eyed Owl"